# Berlino - Opzione zero
Berlino - Opzione zero (Judgment in Berlin) è un film del 1988, diretto da Leo Penn.